# На краю времени
«На краю времени» — первый полноформатный альбом группы «Эпидемия». Вышел в 1999 году.
Это единственный полноформатный альбом, записанный «классическим» составом 1990-х годов с вокалистом Павлом Окуневым и гитаристом Романом Захаровым. Альбом выдержан в стиле пауэр-метал, с некоторым влиянием спид-металла в духе Helloween. Также на альбом вошли несколько акустических баллад. Тексты посвящены главным образом фэнтези и религиозно-философским притчам.
Многие песни из этого альбома — только за авторством Юрия Мелисова — были позднее перезаписаны новым составом «Эпидемии» с вокалом Максима Самосвата на альбоме «Жизнь в сумерках».

## Список композиций
| №   | Название                       | Текст песни | Музыка          | Длительность |
| --- | ------------------------------ | ----------- | --------------- | ------------ |
| 1.  | «Врата времени (instrumental)» | —           | Мелисов         | 1:05         |
| 2.  | «Звон монет»                   | Мелисов     | Мелисов         | 4:59         |
| 3.  | «Иду на свет»                  | Окунев      | Мелисов/Окунев  | 4:47         |
| 4.  | «Вера»                         | Захаров     | Захаров         | 8:12         |
| 5.  | «Белый сокол»                  | Мелисов     | Мелисов         | 4:52         |
| 6.  | «Н.А.С.Т.Я.»                   | Мелисов     | Мелисов         | 7:25         |
| 7.  | «Меньше нас»                   | Мелисов     | Мелисов         | 5:07         |
| 8.  | «В неведомой стране»           | Захаров     | Захаров         | 4:45         |
| 9.  | «Кольцо всевластия»            | Мелисов     | Мелисов         | 5:57         |
| 10. | «Фродо»                        | Окунев      | Окунев          | 0:28         |
| 11. | «На краю времени»              | Мелисов     | Мелисов/Захаров | 9:30         |
| 12. | «Королевство слёз»             | Захаров     | Захаров         | 5:37         |
| 13. | «Dragonheart (Сердце Дракона)» | Борисов     | Борисов         | 5:26         |
| 14. | «Прощай, мой дом»              | Мелисов     | Мелисов         | 5:11         |

## Принимали участие в записи
- Юрий Мелисов — гитара, вокал (6, 9), бэк-вокал, программирование
- Роман Захаров — гитара, вокал (8), декламация (4)
- Павел Окунев — вокал
- Илья Князев — бас-гитара
- Андрей Лаптев — ударные

## Приглашённые музыканты
- Роман Пулин - соло-гитара (4)
- Илья Доренский - соло-гитара (13)
- Григорий Соловьев - бэк-вокал